# Ayron Jones

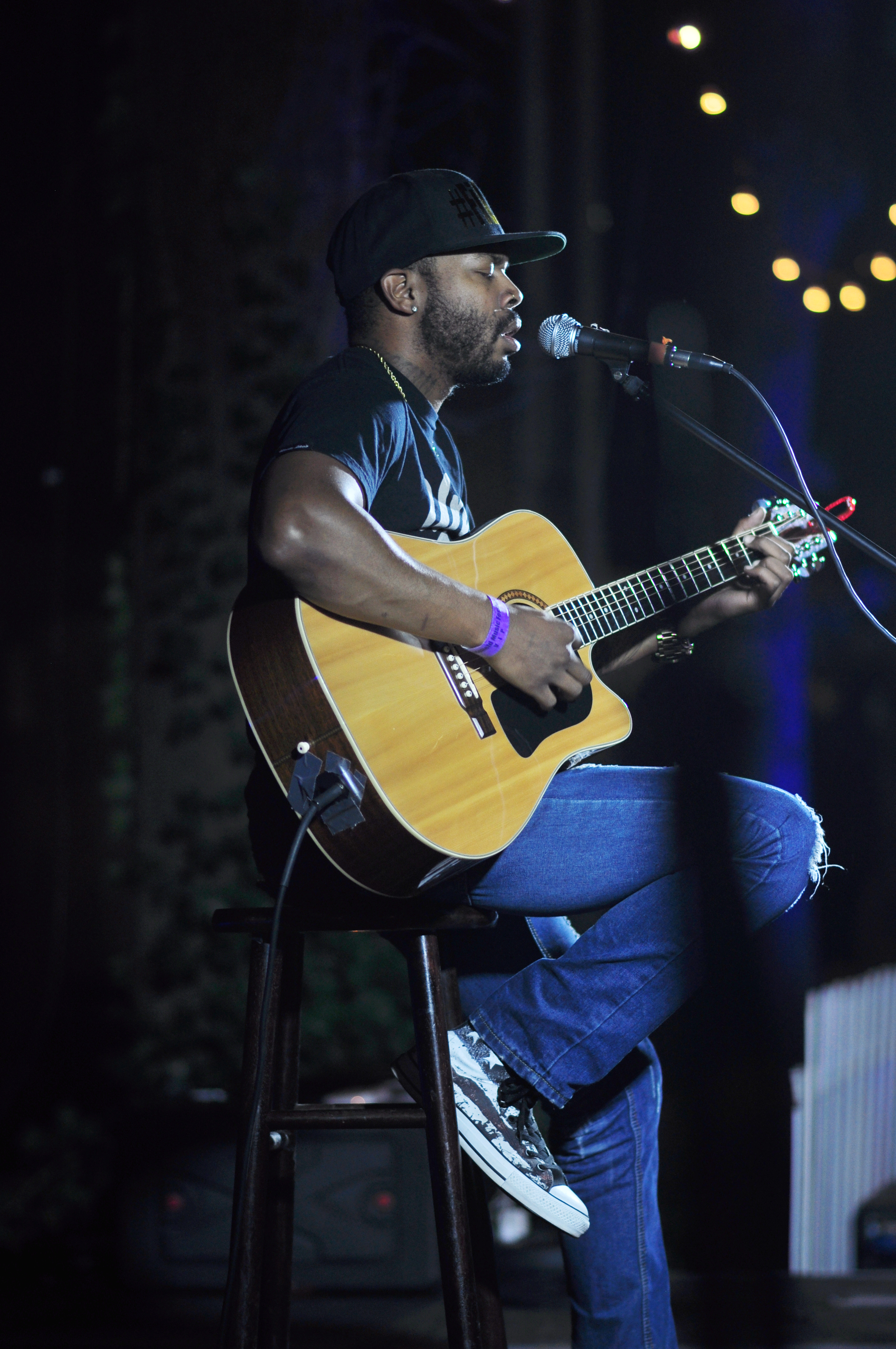
Ayron Jones (2015)

Ayron Jones (* 23. August 1986 in Seattle, Washington) ist ein US-amerikanischer Sänger und Gitarrist sowie ein ehemaliger Frisbee-Sportler.

## Leben
Im Alter von vier Jahren wurde Ayron Jones von seinen Eltern getrennt, die beide drogenabhängig waren. Kurze Zeit später wurde er von seiner Tante adoptiert. Ayron Jones ist verheiratet und hat drei Kinder.
Als Jugendlicher und junger Erwachsener war Ayron Jones ein erfolgreicher Frisbee-Sportler. Im Jahre 2007 gewann er eine US-amerikanische Meisterschaft und nahm ein Jahr später an der Weltmeisterschaft teil, wo er mit der US-Nationalmannschaft die Bronzemedaille gewann.

## Musikalische Karriere
Im Alter von 13 Jahren begann Jones mit dem Gitarre spielen, ohne jemals Unterricht genommen zu haben. Als Autodidakt erlernte er das Instrument, indem er sich Aufnahmen von Stevie Ray Vaughan anhörte und nachspielte. Im Jahre 2008 wurde Ayron Jones vom Basketballer Shawn Kemp entdeckt, der ihn regelmäßig in seinem Club Ascada Bistro auftreten ließ. Zwei Jahre später gründete Jones zusammen mit dem Schlagzeuger Conrad Real und dem Bassisten DeAndre Enrico die Band Ayron Jones and the Way. Die Band war die erste Bluesrock-Band aus Seattle, die ausschließlich aus Afroamerikanern besteht. Im Jahre 2013 veröffentlichten Ayron Jones and the Way ihr erstes und einziges Studioalbum Dream, das von Sir Mix-a-Lot produziert wurde. Die Band spielte im Vorprogramm von unterschiedlichen Künstlern wie B.B. King, Living Colour oder Michael Franti & Spearhead.
Im Jahre 2015 verließen Real und Enrico die Band, die sich daraufhin auflöste. Ein Jahr später veröffentlichte Jones mit der Band Levee Walkers die Single All Things Fade Away. Die Levee Walkers bestehen aus dem Gitarristen Mike McCready (Pearl Jam), dem Bassisten Duff McKagan (Guns n’ Roses) und dem Schlagzeuger Barrett Martin (Screaming Trees). Jones begann daraufhin eine Solokarriere und veröffentlichte 2017 sein erstes Studioalbum Audio Paint Job in Eigenregie. Es folgten zahlreiche Konzerte im Vorprogramm von Guns n’ Roses und Theory of a Deadman sowie Kollaborationen mit Run D.M.C. und Public Enemy. Im Mai 2020 wurde Jones vom Plattenlabel Big Machine Records unter Vertrag genommen. Jones spielte am 20. September 2020 die Nationalhymne der Vereinigten Staaten The Star-Spangled Banner vor dem NFL-Spiel der Seattle Seahawks gegen die New England Patriots. Am 21. Mai 2021 erschien sein erstes Studioalbum Child of the State. Die Single Mercy erreichte Platz eins der Billboard Mainstream Rock Songs.
Ende 2021 spielte Ayron Jones auf den Festivals Louder Than Life und Welcome to Rockville. Anfang 2022 spielte Ayron Jones und die Band Pop Evil im Vorprogramm der Nordamerikatournee von Shinedown. Bei den iHeartRadio Music Awards 2022 wurde Ayron Jones in der Kategorie Best New Rock Artist nominiert. Der Preis ging jedoch an Mammoth WVH. Im Sommer 2022 spielte Ayron Jones auf dem Download-Festival sowie dem Hellfest und eröffnete am 23. Juli 2022 in Paris für die Rolling Stones. Anschließend begann er mit der Arbeit an seinem zweiten Studioalbum. Im März 2023 tourte Ayron Jones im Vorprogramm von Daughtry durch England und Schottland und veröffentlichte am 23. Juni 2023 sein zweites Studioalbum Chronicles of the Kid.

## Stil
Timothy Monger vom Onlinemagazin Allmusic beschreibt die Musik von Ayron Jones als „feurige Mischung aus von Jimi Hendrix inspirierter Gitarrenhexerei, harten Grunge-Grooves, hartem Bluesrock-Gefühl mit gelegentlichen Abstechern zum Hip-Hop und Soul“. Laut Michael Rensen vom deutschen Magazin Rock Hard bewegt sich Jones „irgendwo zwischen Audioslave, Rage Against the Machine, Soundgarden, Jimi Hendrix, Lenny Kravitz und modernen Soul“. Seine Stimme wäre „bluesig angeraut“.
Jones selbst bezeichnet Jimi Hendrix und den Nirvana-Sänger Kurt Cobain als seine Haupteinflüsse. Weitere Einflüsse sind die Band Cream sowie der Rapper Dr. Dre.

## Diskografie
Alben
| Jahr | Titel Musiklabel                          | Anmerkungen                                                        |
| ---- | ----------------------------------------- | ------------------------------------------------------------------ |
| 2013 | Dream Selbstverlag                        | Erstveröffentlichung: 29. Oktober 2013 als Ayron Jones and the Way |
| 2017 | Audio Paint Job Sunyata Records           | Erstveröffentlichung: 2. Juni 2017                                 |
| 2021 | Child of the State Big Machine Records    | Erstveröffentlichung: 21. Mai 2021                                 |
| 2023 | Chronicles of the Kid Big Machine Records | Erstveröffentlichung: 26. Juni 2023                                |

Singles
- 2020: Take Me Away
- 2021: Mercy
- 2021: Spinning Circles
- 2021: Take Your Time
- 2022: Filthy
- 2023: Blood in the Water

## Nominierungen
iHeartRadio Music Awards
| Jahr | Kategorie            | für         | Resultat  |
| ---- | -------------------- | ----------- | --------- |
| 2022 | Best New Rock Artist | Ayron Jones | Nominiert |